# 유정훈
유정훈은 대한민국 음악평론가로서 한국대중음악상의 선정 위원이며 음반유통사 뮤직랜드의 컨텐츠 및 마케팅 팀장으로 재직 중이다.